# 喚醒
喚醒（英語：Arousal）是指一種生理和心智系統被「喚醒」（參閱觉醒）的狀態，或者感知器官被刺激至特定知覺狀態。這個現象包含腦部網狀結構的活動，如此活動導致觉醒、自主神經系統、內分泌系統等的運作，使得心率與血壓上升，還有感官方面的警覺、慾望的產生、身體的移動、身心系統對於刺激的回應等。
喚醒由數個神經系統中介。觉醒由腦部網狀結構調節（參閱網狀結構）。網狀結構相關神經元的活化會增加皮質活動並導致警覺程度的升高。
喚醒在調節意識、注意力、警覺、資訊處理等方面發揮重要作用。它在引發行為方面至關重要，並因此有助個體的生存及繁殖，如身體的移動、對於維持身體運作營養來源的追求、面對威脅時的反應（如戰鬥或逃跑反應）、繁殖相關行為的發生等。它也在情緒方面發揮重要作用；相關理論有詹姆斯-蘭格理論，以及Hans Eysenck有關外向性與內向性的理論等。
此外，耶基斯–多德森定律討論了喚醒程度與行為表現之間的關聯。

## 神经生理学

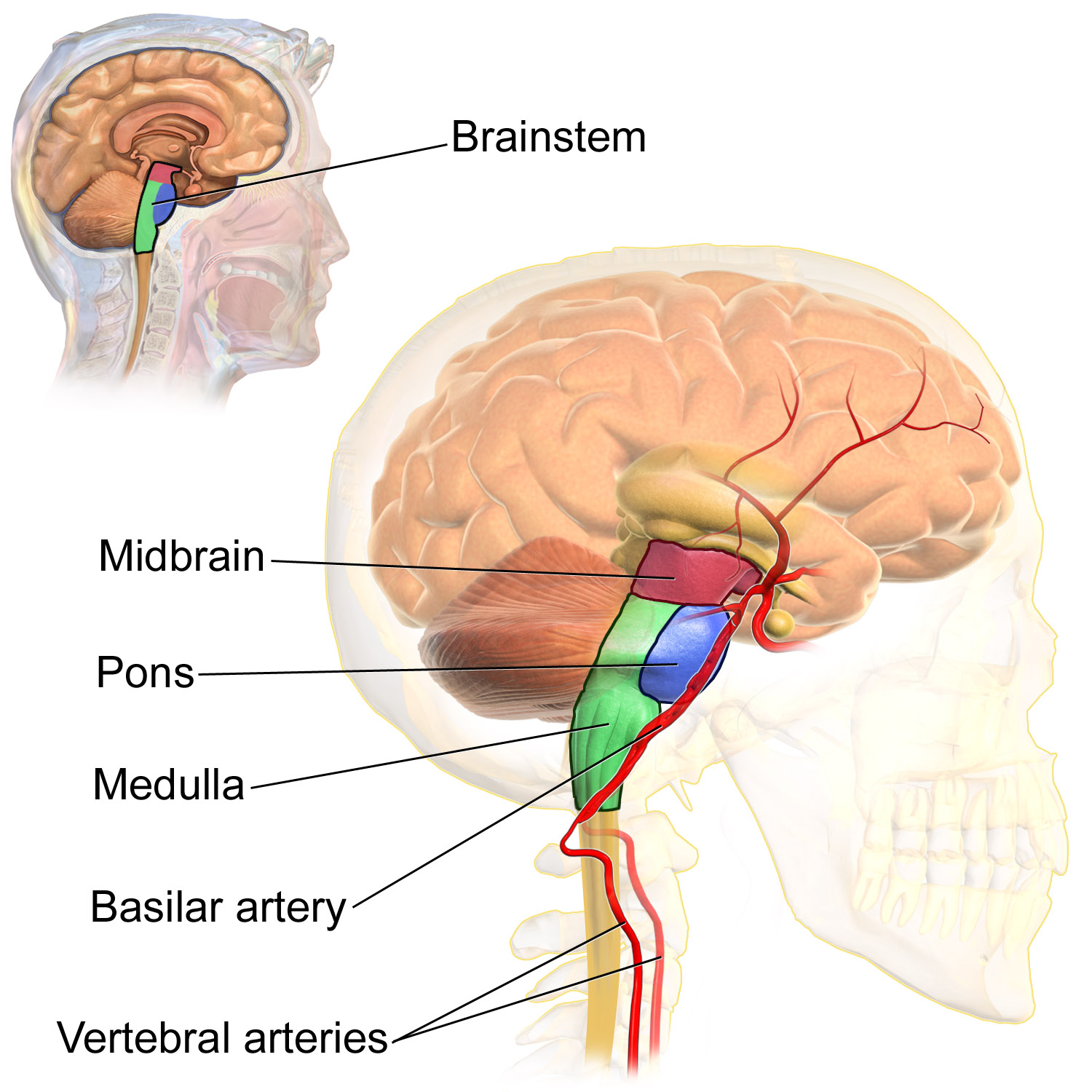
沿矢状面观察脑干的结构，即唤醒系统的起源

觉醒是由上行网状激活系统调节的，该系统由五种主要的神经递质系统组成——去甲肾上腺素、乙酰胆碱、多巴胺、血清素和组胺系统（每个系统都在下面的段落中考虑）——起源于脑干并形成延伸的连接。整个大脑皮层。   当受到刺激时，这些系统会产生皮质活动和警觉性。  
去甲肾上腺素能系统是一束轴突，起源于蓝斑，向上上升进入新皮质、边缘系统和基底前脑。大多数神经元投射到后皮层，这对于感觉信息和警觉性很重要。蓝斑的激活和去甲肾上腺素的释放导致清醒并提高警惕性。投射到基底前脑的神经元会影响胆碱能神经元，导致乙酰胆碱大量涌入大脑皮层。
乙酰胆碱能系统的神经元位于脑桥和基底前脑。脑电图记录显示，这些神经元的刺激会导致皮质活动和警觉性。所有其他四种神经递质都在激活乙酰胆碱神经元中发挥作用。
另一种唤醒系统，多巴胺能系统，释放黑质产生的多巴胺。神经元产生于中脑的腹侧被盖区，投射到伏隔核、前脑纹状体、边缘系统和前额皮质。边缘系统对于控制情绪很重要，伏隔核发出兴奋和唤醒的信号。终止于前额叶皮层的路径对于调节运动运动，特别是奖励导向的运动很重要。
血清素能系统几乎所有的血清素能神经元都起源于中缝核。该系统投射到边缘系统和前额皮质。这些轴突的刺激和血清素的释放会引起皮质唤醒并影响运动和情绪。
组胺能系统的神经元位于下丘脑的结节乳头核中。这些神经元向大脑皮层、丘脑和基底前脑发送通路，刺激乙酰胆碱释放到大脑皮层。
所有这五个系统都是相互关联的并显示出类似的冗余。所描述的路径是上升路径，但也有下降的唤醒路径。一个例子是腹外侧视前区，它释放GABA 再摄取抑制剂，从而中断觉醒和唤醒。唤醒系统的神经递质，例如乙酰胆碱和去甲肾上腺素，可以抑制腹外侧视前区。

## 重要性
唤醒对于调节意识、注意力和信息处理很重要。它对于激发某些行为至关重要，例如活动、追求营养、战斗或逃跑反应和性活动（参见马斯特斯和约翰逊的人类性反应周期，其中称为唤醒阶段）。唤醒也是许多有影响力的情感理论的基本要素，例如詹姆斯-兰格情感理论或Circumplex模型。汉斯·艾森克认为，基线唤醒水平的差异导致人们要么外向，要么内向。后来的研究表明，外向的人和内向的人可能有不同的唤醒能力。他们的基线唤醒水平相同，但对刺激的反应不同。 
耶基斯-多德森定律指出，觉醒与任务绩效之间存在关系，本质上认为绩效存在最佳的觉醒水平，太少或太多的觉醒都会对任务绩效产生不利影响。耶克斯-多德森定律的一种解释是伊斯特布鲁克线索利用理论。它预测，高水平的唤醒会导致注意力变窄，在此期间来自刺激和环境的线索范围会减少。 根据这一假设，注意力将主要集中在刺激的唤起细节（线索）上，因此情绪唤起来源的核心信息将被编码，而外围细节则不会。 

## 性格

### 内向和外向
艾森克的唤醒理论描述了内向者与外向者大脑的不同自然频率或唤醒状态。该理论指出，性格外向的人的大脑天生较少受到刺激，因此这些类型的人倾向于寻找能够刺激性唤起的情境并参与行为。 外向的人天生受到刺激不足，因此会积极参与激发性的情境，而内向的人天生会受到过度刺激，因此会避免强烈的激发。 Campbell 和 Hawley（1982）研究了内向者与外向者对图书馆特定工作环境的反应差异。 研究发现，内向的人更有可能选择噪音或人最少甚至没有的安静区域。外向的人更有可能选择活动较多、噪音较大、人群较多的区域。  Daoussiss 和 McKelvie（1986）的研究表明，与沉默相比，内向的人在有音乐的情况下在记忆任务中表现更差。外向的人受音乐的影响较小。 同样，Belojevic、Slepcevic 和 Jokovljevic（2001）发现，当工作与外部噪音或分散注意力的因素结合在一起时，内向的人在精神处理中会出现更多的注意力问题和疲劳。 个体周围的唤醒水平极大地影响了他们执行任务和行为的能力，内向的人比外向的人受到的影响更大，因为每个人天生的刺激水平分别高和低。

### 情绪稳定性与内向-外向
神经质或情绪不稳定和外向是大五人格指数的两个因素。人格的这两个维度描述了一个人如何处理引起焦虑或情绪的刺激，以及一个人如何对环境中相关和不相关的外部刺激做出行为和反应。神经症患者会经历紧张的唤醒，其特征是紧张和神经质。外向的人会经历高能量唤醒，其特点是活力和能量。  Gray（1981）声称，与内向的人相比，外向的人对奖励信号的敏感度高于对惩罚的敏感度。奖励信号旨在提高能量水平。 因此，外向的人通常由于对奖励的反应更大而具有更高的能量唤醒。

### 四种性格类型
希波克拉底提出了四种人格类型的理论：暴躁型、忧郁型、乐观型和冷漠型。  （参见盖伦。）
从人格的五个因素水平来看，胆怯的人神经质程度高，外向性程度高。胆汁质患者会立即做出反应，这种兴奋强烈、持久，很容易对类似的情况、想法或印象产生新的兴奋。 忧郁的人神经质程度较高，外向性较低（或更内向）。忧郁的人反应迟钝，即使有任何印象，也需要时间才能给他们留下印象。然而，当被某件事激起时，忧郁症患者会产生更深、更持久的反应，尤其是在经历类似的经历时。 乐观的人神经质较低（或者情绪更稳定），外向性较高。多血质的人很快就会被唤起和兴奋，就像胆汁质患者一样，但与胆汁质患者不同的是，他们的唤起是浅层的、表面的，并且很快就会随着其发展而消失。 冷漠的人神经质低，外向性低。冷漠的人反应较慢，兴奋也稍纵即逝。 
不同气质的对比来自于人的脑干、边缘系统和丘脑皮质唤醒系统的个体差异。这些变化可以通过监测大脑活动的脑电图（EEG）记录来观察。 边缘系统激活通常与神经质有关，高度激活表明高度神经质。 皮质唤醒与内向-外向差异相关，高唤醒与内向相关。 边缘系统和丘脑皮质唤醒系统都受到脑干激活的影响。 罗宾逊的研究（1982）得出结论，忧郁型人具有最大的自然频率，或“兴奋占主导地位”，这意味着忧郁症患者（以内向为特征）具有更高的内部唤醒水平。 乐观的人（或那些具有高外向性和低神经质的人）的内部唤醒总体水平最低，或者说“抑制优势”。 忧郁症患者的丘脑皮质整体兴奋度最高，而胆汁质患者（具有高度外向性和高度神经质的人）则具有最低的内在丘脑皮质兴奋度。 
内部系统层面的差异是艾森克用来解释内向与外向之间差异的证据。古典条件作用的创始人伊万·巴甫洛夫也参与了动物气质研究。巴甫洛夫对动物的研究结果与艾森克的结论是一致的。在他的研究中，忧郁症患者对所有外部刺激都会产生抑制反应，这确实证明忧郁症患者会排除外界的唤醒，因为他们内心深处的唤醒。 巴甫洛夫发现，胆汁质患者对刺激的反应是攻击性和兴奋，而忧郁症患者则变得抑郁且反应迟钝。 忧郁症和胆汁症患者的高度神经质特征在这两种类型中表现不同，因为他们的内部唤醒水平不同。

## 情感

### 坎农-巴德理论
坎农-巴德理论是一种无差别唤醒理论，即身体和情绪状态同时发生以响应事件。该理论指出，情绪激发事件会导致生理唤醒和情绪同时发生。 例如，如果一个人亲爱的家人去世了，潜在的生理反应是泪水从这个人的脸上流下来，喉咙感到干燥；他们很伤心”。坎农-巴德理论指出，眼泪和悲伤是同时发生的。这个过程是：事件（家人去世）→生理唤醒（眼泪）和情感（悲伤）同时发生。 当人们具有相同的生理唤醒模式时，他们可以体验到不同的情绪，这一事实是支持坎农-巴德理论的一个论据。例如，当一个人生气或害怕时，可能会出现心跳加速和呼吸急促的情况。尽管不完全符合该理论，但它被视为支持坎农-巴德理论的证据之一，即生理反应有时比情绪体验发生得更慢。例如，如果您在森林或树林中，突然的声音会立即产生恐惧反应，而恐惧的身体症状会跟随这种感觉，而不是先于这种感觉。 

### 詹姆斯-兰格理论
詹姆斯-兰格理论描述了情绪是如何由身体变化引起的，这些变化来自对情绪唤起的经历或环境的感知。 该理论指出，事件导致自主神经系统诱发生理唤醒，其特征是肌肉紧张、心率增加、出汗、口干、流泪等。 根据 James 和 Lange 的说法，情绪是由于生理唤醒。 作为对情境的反应的身体感觉实际上就是情绪。 例如，如果有人深深地侮辱了一个人和他们的家人，这个人可能会握紧拳头，他们可能会开始出汗，周围变得紧张。这个人感觉他们的拳头握成球状并且很紧张。然后这个人意识到他们很生气。这里的过程是：事件（侮辱）-->生理唤醒（握拳、出汗、紧张）-->解释（“我握拳、紧张”）-->情绪（愤怒：“我生气”） 。 这类理论强调生理唤醒是关键，因为认知过程本身并不足以证明情绪。

### 沙赫特-辛格双因素理论
沙赫特-辛格双因素理论或认知标签理论考虑了生理唤醒和对激发情绪的情况做出反应的认知过程。沙赫特和辛格的理论指出，情绪状态是生理唤醒和关于唤醒状态的认知的产物。因此，认知决定了如何标记身体反应。例如，“愤怒”、“喜悦”或“恐惧”。 在这个理论中，情绪被视为唤醒状态与一个人的思维过程如何评估当前情况之间相互作用的产物。 生理唤醒并不为情绪提供标签；认知确实如此。例如，如果一个人被连环杀手追捕，这个人很可能会出汗、心跳加速，这是他们的生理状态。这个人的认知标签将来自于将他们快速跳动的心跳和汗水评估为“恐惧”。然后他们就会感受到“恐惧”的情绪，但只有在通过认知建立起来之后。过程是：事件（连环杀手追人）-->生理唤醒（出汗、心跳）-->认知标签（推理；“这就是恐惧”）-->情绪（恐惧）。 

## 记忆
唤醒涉及记忆过程中信息的检测、保留和检索。情绪激动的信息可以带来更好的记忆编码，从而影响更好的信息保留和检索。唤醒与编码过程中的选择性注意有关，这表明人们更容易编码唤醒信息而不是中性信息。 编码唤醒刺激的选择性比编码中性刺激产生更好的长期记忆结果。 换句话说，当接触到令人兴奋的事件或信息时，信息的保留和积累就会得到加强。唤起信息也会被更生动、更准确地检索或记忆。 
尽管在大多数情况下唤醒可以提高记忆力，但也有一些注意事项。学习时的唤醒更多地与信息的长期回忆和检索相关，而不是与短期信息回忆相关。例如，一项研究发现，人们在学习一周后能够比仅学习两分钟后更能记住令人兴奋的单词。 另一项研究发现，觉醒以不同的方式影响人们的记忆。艾森克发现内向者与外向者的记忆力和唤醒之间存在关联。更高水平的唤醒会增加外向者检索到的单词数量，并减少内向者检索到的单词数量。 

## 偏爱
一个人在受到刺激时的兴奋程度可以表明他们的偏好。一项研究发现，人们通常更喜欢熟悉的刺激而不是不熟悉的刺激。研究结果表明，接触不熟悉的刺激与回避行为相关。不熟悉的刺激可能会导致兴奋增加和回避行为增加。 
相反，兴奋度的增加也会增加接近行为。据说人们会根据自己的情绪状态做出决定。他们选择能够带来更有利的情绪状态的特定选项。 当一个人被唤醒时，他们可能会发现更广泛的事件有吸引力 ，并将决策视为更重要的，特别是影响接近-回避冲突。 与在不太兴奋的状态下相比，兴奋的状态可能会导致一个人更积极地看待决定。
逆转理论解释了不同情况下高唤醒或低唤醒的偏好。这两种形式的兴奋都可以是愉快的或不愉快的，具体取决于一个人在特定时间的情绪和目标。 冯特和伯林的特征曲线与这一理论不同。两位理论家都用享乐基调来解释一个人的唤醒潜力。这些唤醒的个体差异证明了艾森克的理论，即外向的人喜欢增加刺激和唤醒，而内向的人喜欢较低的刺激和唤醒。 

## 相关问题
觉醒经历的改变与焦虑和抑郁有关。
抑郁症可以通过干扰右半球的功能来影响一个人的觉醒水平。研究表明，由于抑郁，女性左视野的唤醒速度会减慢，这表明右半球的影响。 
觉醒和焦虑的关系与觉醒和抑郁的关系不同。患有焦虑症的人往往对唤醒有异常和放大的感觉。对唤醒的扭曲认知会产生恐惧和扭曲的自我认知。例如，一个人可能认为他或她会因为考试紧张而生病。对紧张情绪的恐惧以及人们如何看待这种情绪将导致焦虑程度。 

## 行为唤醒异常增加
这是由于戒断酒精或巴比妥类药物、急性脑炎、导致昏迷的头部外伤、癫痫部分性发作、电解质不平衡的代谢紊乱、颅内占位性病变、阿尔茨海默病、狂犬病、中风和多发性硬化症中的半球病变引起的。 。 
从解剖学上讲，这是一种边缘系统、下丘脑、颞叶、杏仁核和额叶的疾病。 不要将它与狂热相混淆。

## 生理唤醒对认知的影响
生理唤醒对认知的影响使个体变得活跃、专注或兴奋。术语“生理学”是指生理学并且涉及生物体的正常功能。生理唤醒是指生理反应所反映的唤醒特征，例如血压升高、呼吸频率升高、胃肠系统活动减弱等。这些术语说明了生理唤醒对认知本身的影响。 
认知是内部心理表征，最好的表征是思想和想法——源自并参与多种心理过程和操作，包括感知、推理、记忆、直觉、判断和决策。虽然认知不能直接观察，但仍然可以使用科学方法进行研究。认知在决定行为方面也起着基本作用。深入解释认知功能，以及它们是如何内在的以及如何使用诸如执行任务（例如回忆在一页文本上查找某个单词所花费的时间的单词列表）的准确性等测量的行为来推断。认知功能的研究源自信息处理方法 ，该方法认为这些功能涉及发生在各个处理阶段的操作，通常基于感兴趣的认知功能模型。
生理学源自生理学，生理学是对生物体、动物或植物的功能及其组成组织或细胞的功能的研究。这个词首先被希腊人用来描述对事物本质的哲学探究。该术语的使用专门指健康人类的生命活动，始于 16 世纪，也适用于当今生理学的许多方面。对战斗或逃跑的生理反应：当身体最初受到压力源的挑战时，它会通过防御系统的生理激活（也称为唤醒）来应对直接的压力源。 “如果刺激被视为威胁，则蓝斑（大脑的主要非肾上腺素核）会更加强烈和延长放电，从而产生支配整个神经轴广泛区域的纤维。也称为神经轴，是中枢神经系统中的轴。激活自主神经系统的交感神经系统。（Thase & Howland 1995）”（psychographieworld.org，nd） 交感神经系统的激活导致非肾上腺素的释放神经末梢作用于心脏、血管、呼吸中枢和其他部位。随后的生理变化构成了急性应激反应的主要部分。这通常会导致战斗或逃跑反应。预期行为是指在特定情况下由于不同的环境因素而预见或预计会发生的行为。此外，它们是由一个人过去的经验和知识决定的。
- 每天上课时有人坐在同一个座位上
- 有人向您伸出手表示他们想要握手
- 开车时，您会预料到有人会刹车，因此您也会刹车
- 当突然发出巨大的噪音时，您会感到震惊并退缩
- 当一个人打喷嚏时你说“保佑你”

每当涉及决策时，都会使用现实生活中的认知例子；例如，认知决策的现实场景是交通灯从绿色变为黄色。人们要么做出认知决定，闯黄灯，希望自己能在红灯变红之前通过路口。然而，人们可能会做出不同的认知决定，即在看到黄灯时停下来，在红灯变红之前不闯灯。
生理唤醒对认知影响的一个现实例子是，当您穿过树林时，您注意到地上走道前有一条响尾蛇。您会感到惊慌和害怕（生理唤醒）。您过去对毒蛇和危险掠食者的经验和知识提供了对情况的（认知）。根据您对自己立场的分析，您将自己的兴奋标记为恐惧。恐惧被解释为一种人们可能会感到震惊的情绪，它也被称为害怕的东西或忧虑的感觉。当一个人感觉到危险时，恐惧就会起作用，大脑会立即做出反应，发出激活神经系统的信号。这会导致身体反应，例如心跳加快、呼吸急促和血压升高。血液泵送到肌肉群，为身体做好跑步或战斗等身体活动的准备。皮肤出汗以保持身体凉爽。有些人可能会注意到胃、头部、胸部、腿部或手部的感觉。这些恐惧的身体感觉可以是轻微的，也可以是强烈的。琼·维克斯 (Joan Vickers) 和马克·威廉姆斯 (Mark Williams) 进行的一项研究分析了一组优秀的冬季两项射击运动员如何处理实验任务。目标是确定为什么在高压情况下可能无法表现。当试图在受控环境中测试表现压力、生理负荷、焦虑和视觉注意力时，就会遇到困难。这就是为什么他们决定测试这些精英冬季两项射击运动员，因为它们很容易刺激受控实验。在低压刺激中，受试者仅被告知测试的目的是简单地提供反馈以及在不同功率输出水平下对目标的固定。在高压的情况下，矮个子被告知国家队教练要观察射手，他们的投篮命中率将用于国家队的选拔。两组都被告知，奖品将奖励给最准确的射手。为了测试所使用的生理唤醒，维克斯和威廉姆斯测量了每个射手的心率以及感知的用力程度。试图确定是否未能达到该人当时所拥有的技能或能力水平，也称为窒息；确实是这次测试的一个因素。通过运动员的心率和感知用力率来测量和记录生理唤醒。研究结果表明，冬季两项运动员在射击前具备了降低心率的能力，大多数人只有在心率为 80% 或更低时才进行射击。而该测试是为心率为 100% 或以上时进行拍摄而设计的。人们预计，与那些能够保持心率的人相比，低压和高压组更容易窒息。研究结果完全符合预期，唯一的例外是施加的压力不一定会产生很大的影响。虽然很明显，高压刺激确实比低压刺激显得更加焦虑。
解决问题是当其他人无法确定解决方案时，某人用来实现目标的认知过程。
例如，您和朋友一起旅行，轮胎漏气了。每个人都紧张地环顾四周，因为没有人知道如何换公寓。但后来你想起你在大学参加过汽车课程，在那里你学会了更换漏气的轮胎。你更换轮胎并通过认知问题解决来解决问题。从认知角度来看，逻辑分析和解决问题的能力与护理人员更高的生活满意度、更好的健康状况和更低的抑郁程度相关。对困难情况进行现实的评估和接受是健康的，并且可以让护理人员在满足接受者需求的同时过上自己的生活。不太有效的认知应对方式包括回避-逃避、倒退以及护理人员更多地使用一厢情愿和幻想，所有这些都与更高水平的护理负担有关（Hayley 等人，1987 年；Quayhagen 和 Quayhagen，1988 年） 。
认知评价是对个体的需求以及个体应对资源之间的不平衡所产生的压力。拉扎勒斯认为，个体之间的压力体验存在显着差异，具体取决于他们如何解释事件以及称为评估的特定思维模式序列的结果。
它还指对某种情况的个人解释，最终影响该情况被认为有压力的程度，评估某种情况或事件是否威胁我们的福祉，是否有足够的个人资源来应对需求的过程我们处理这种情况的策略是否有效。
其可分为初评、复评、复评三个部分。初步评估是对事件对一个人的重要性的评估，包括它是威胁还是机会，还包括没有发生强烈的生理唤醒，这意味着也不会产生压力。二次评估考虑一个人应对或利用这种情况的能力。认知评估是对情况及其可能反应的个人解释。
这些评估可能是准确的，也可能是不准确的，帮助一个人获得更恰当的评估是某些认知行为疗法模式的目标，这是一种心理社会干预，是在实证研究指导下改善心理健康的最广泛使用的基于证据的实践认知行为疗法侧重于制定个人应对策略，旨在解决当前问题并改变认知、行为和情绪调节方面的无益模式。也称为情绪调节；是指以社会可容忍且足够灵活的方式对各种情绪体验的持续需求做出反应的能力，以允许自发反应以及根据需要延迟自发反应的能力。它也可以被定义为负责监控、评估和修改情绪反应的外在和内在过程。情绪自我调节属于更广泛的情绪调节过程，包括对自己情绪的调节和对他人情绪的调节。

## 延伸阅读
- . Psychologist World. 30 November 2001  [2024-01-06]. （原始内容存档于2017-10-07）.
- Lench HC, Flores SA, Bench SW. . Psychological Bulletin. September 2011, 137 (5): 834–55. PMID 21766999. doi:10.1037/a0024244.
- Mella N, Conty L, Pouthas V. . Brain and Cognition. March 2011, 75 (2): 182–7. PMID 21145643. S2CID 16225815. doi:10.1016/j.bandc.2010.11.012.
- Zhou Y, Siu AF. . Scandinavian Journal of Psychology. December 2015, 56 (6): 613–21. PMID 26453484. doi:10.1111/sjop.12247.
- Gellman MD, Turner JR. . New York, NY: Springer. 2013.
- Miller C.  (报告). Norman: University of Oklahoma. 28 August 2017.
- Samuels ER, Szabadi E. . Current Neuropharmacology. September 2008, 6 (3): 235–53. PMC 2687936 . PMID 19506723. doi:10.2174/157015908785777229.
- Campbell JB, Hawley CW. . Journal of Research in Personality. 1982, 16 (2): 139–146. doi:10.1016/0092-6566(82)90070-8.